# Sin Cars
Die Sin Cars UK Ltd. ist ein im britischen Hinckley beheimateter Kleinserienhersteller von Sportwagen und Straßenfahrzeugen. Der Betrieb wurde 2012 von dem Bulgaren Rosen Daskalov gegründet.
Das erste Modell des Herstellers heißt Sin R1. Es soll in zwei Ausführungen, als Rennwagen und als Straßenfahrzeug, gebaut werden.
Auf dem Genfer Auto-Salon im März 2018 wurde mit dem Sin S1 das zweite Fahrzeug des Herstellers präsentiert.

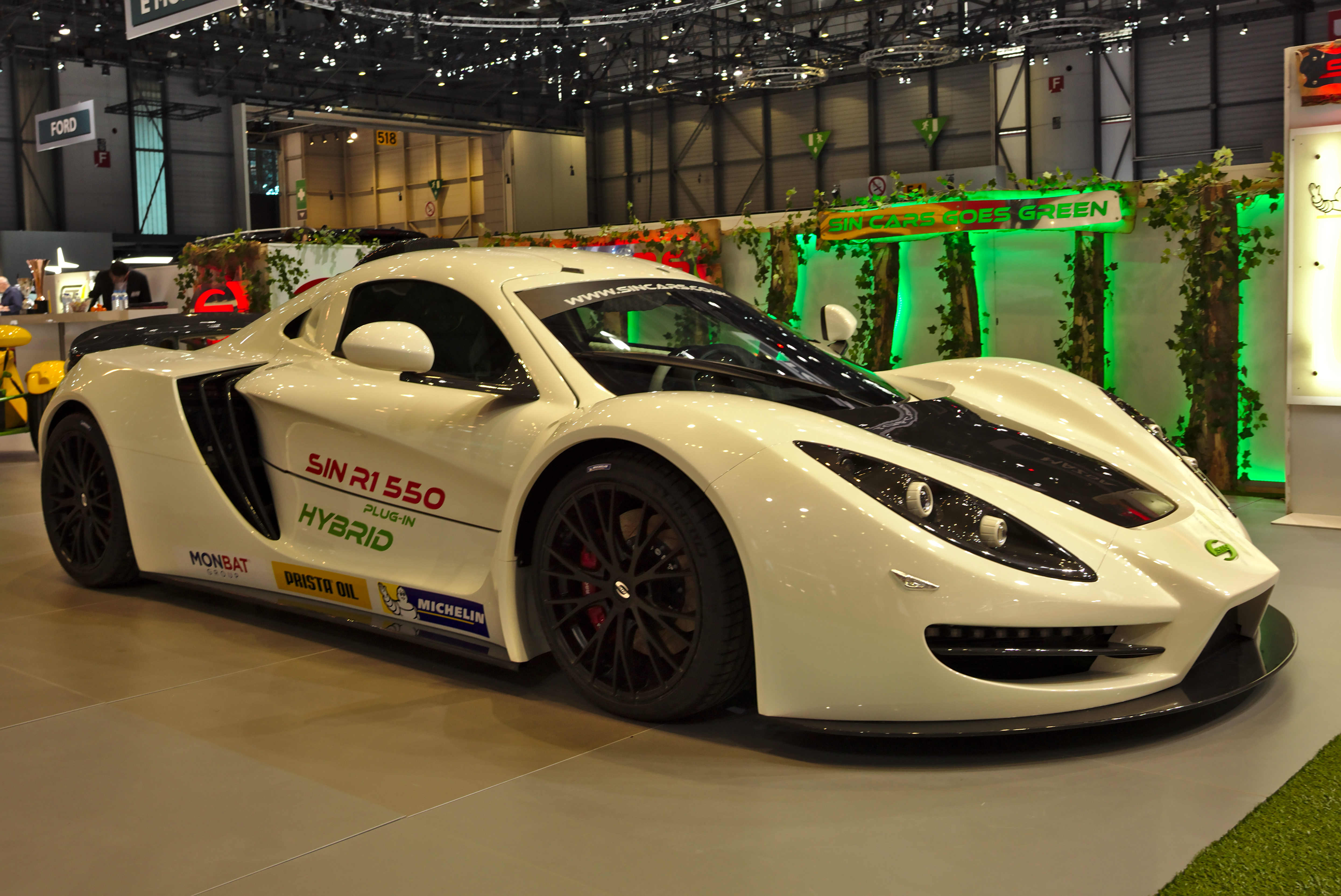
Sin R1
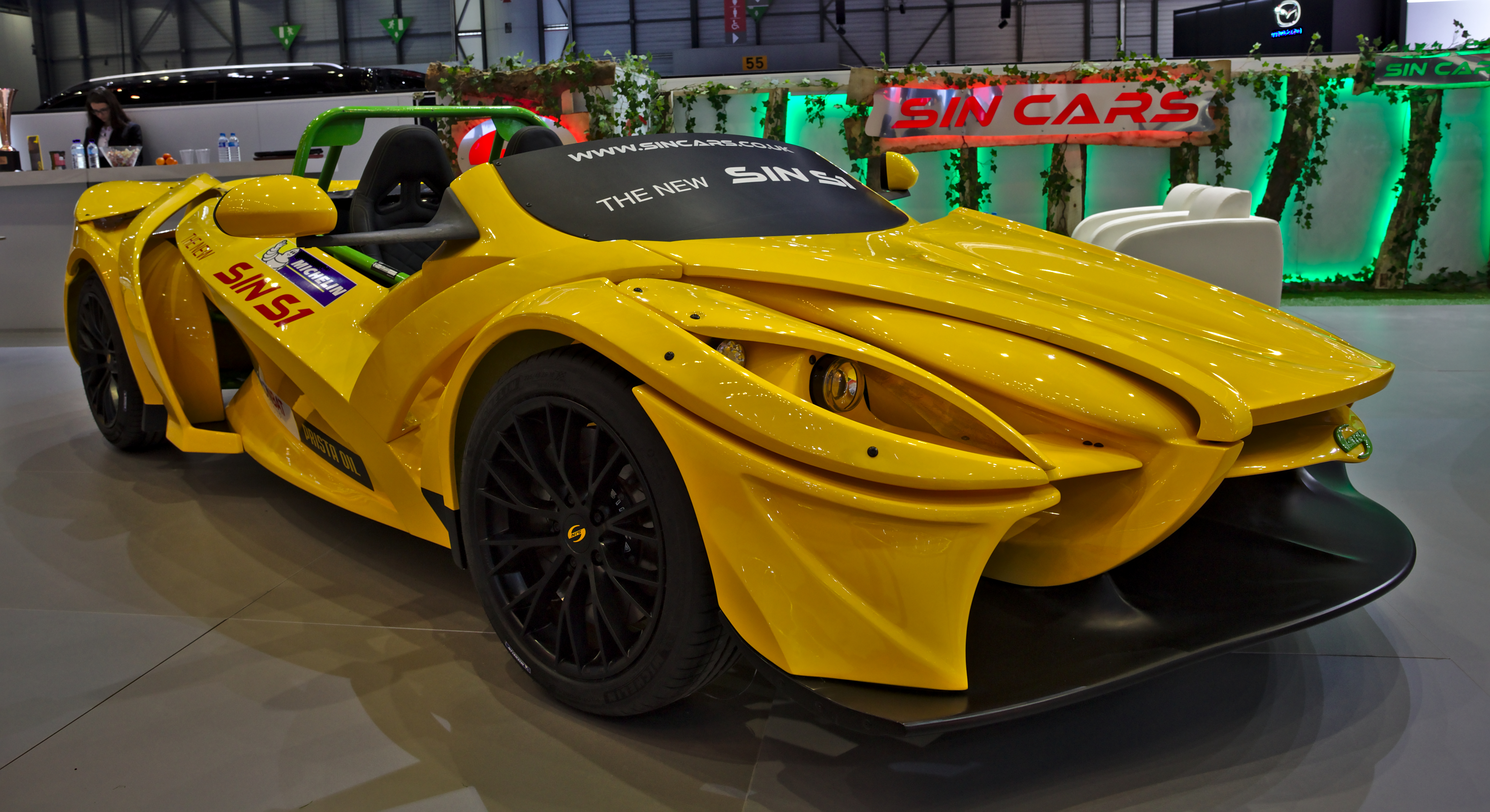
Sin S1